# 90138 Діль
90138 Діль (90138 Diehl) — астероїд головного поясу, відкритий 25 грудня 2002 року Бертоном Л. Стівенсоном.
Тіссеранів параметр щодо Юпітера — 3,595.